# アゼリア大正
アゼリア大正（アゼリアたいしょう）は、大阪市大正区にある大正地区文化交流プラザ内の音楽施設。

## 概要
1999年に大正区役所に近い大正区小林に「大正地区復興土地区画整理記念事業」の一環として建設された。アゼリアは西洋つつじの意味（つつじは大正区の花）。所在地は大阪市大正区小林東3丁目-3-25。

## 施設
- ホール

コンサート、演劇、格闘技に使われる円形アリーナ。
- 音楽スタジオ

4室あり、楽器練習、録音などができる。音響卓、アンプ、ドラムなどが常設されている。
- 会議室

約20畳。カラオケ設備もある。
- リハーサル室

約65畳のフローリング。壁面に鏡があり、ダンスレッスン、その他の用途に使用できる。

## 交通アクセス
- 大阪環状線・Osaka Metro長堀鶴見緑地線 大正駅から約2.3km（徒歩約30分）。
- 大阪シティバス「小林」バス停